# Hagiosynodos hadros
Hagiosynodos hadros is een mosdiertjessoort uit de familie van de Cheiloporinidae. De wetenschappelijke naam van de soort is voor het eerst geldig gepubliceerd in 2002 door Hayward & McKinney.